# Comuna Movileni, Iași
Movileni este o comună în județul Iași, Moldova, România, formată din satele Iepureni, Larga-Jijia, Movileni (reședința) și Potângeni.

## Așezare
Comuna se află în partea centrală a județului, pe malul drept al Jijiei, acolo unde primește apele micului afluent Sbanț. Este străbătută de șoseaua județeană DJ282, care o leagă spre sud de Horlești, Rediu și Iași, și spre nord-vest de Gropnița și de Șipote și mai departe în județul Botoșani de Răuseni, Hlipiceni, Todireni, Albești, Trușești (unde se intersectează cu DN29D), Dângeni, Hănești, Vlăsinești, Săveni (unde se intersectează cu DN29), Drăgușeni, Coțușca și Rădăuți-Prut (unde se termină în DN24C). Prin comună trece și calea ferată Lețcani-Dorohoi, pe care este deservită de halta de călători Potângeni și de halta de mișcare Larga Jijia.

## Demografie
Componența etnică a comunei Movileni
     Români (87,94%)
     Alte etnii (0,93%)
     Necunoscută (11,12%)
Componența confesională a comunei Movileni
     Ortodocși (87,94%)
     Alte religii (0,83%)
     Necunoscută (11,23%)
Conform recensământului efectuat în 2021, populația comunei Movileni se ridică la 2.895 de locuitori, în scădere față de recensământul anterior din 2011, când fuseseră înregistrați 3.278 de locuitori. Majoritatea locuitorilor sunt români (87,94%), iar pentru 11,12% nu se cunoaște apartenența etnică. Din punct de vedere confesional, majoritatea locuitorilor sunt ortodocși (87,94%), iar pentru 11,23% nu se cunoaște apartenența confesională.

## Politică și administrație
Comuna Movileni este administrată de un primar și un consiliu local compus din 13 consilieri. Primarul, Dan-Constantin Hodoroabă[*], de la Partidul Național Liberal, este în funcție din octombrie 2020. Începând cu alegerile locale din 2024, consiliul local are următoarea componență pe partide politice:
|  | Partid                    | Consilieri | Componența Consiliului | Componența Consiliului | Componența Consiliului | Componența Consiliului | Componența Consiliului | Componența Consiliului | Componența Consiliului | Componența Consiliului | Componența Consiliului |
|  | ------------------------- | ---------- | ---------------------- | ---------------------- | ---------------------- | ---------------------- | ---------------------- | ---------------------- | ---------------------- | ---------------------- | ---------------------- |
|  | Partidul Național Liberal | 9          |                        |                        |                        |                        |                        |                        |                        |                        |                        |
|  | Partidul Social Democrat  | 4          |                        |                        |                        |                        |                        |                        |                        |                        |                        |

## Istorie
La sfârșitul secolului al XIX-lea, comuna făcea parte din plasa Copou a județului Iași și era formată din satele Movileni, Larga, Românești și Potângeni, având în total 1900 de locuitori. Anuarul Socec din 1925 o consemnează în plasa Bahlui a aceluiași județ, având aceeași componentă (plus cătunul Buțuluc) și o populație de 2103 locuitori. În 1931, comuna a fost temporar desființată, satele ei trecând la comuna Gropnița. Ulterior, comuna a fost reînființată, și a apărut pe teritoriul ei actual și comuna Epureni, cu satul Epureni care anterior fusese la comuna Rediul Mitropoliei.
În 1950, cele două comune au fost transferate raionului Iași din regiunea Iași. În 1968, ele au revenit la județul Iași, și tot atunci a fost desființată comuna Epureni, satul ei fiind inclus în comuna Movileni, care a căpătat atunci alcătuirea actuală.

## Monumente istorice
Trei obiective din comuna Movileni sunt incluse în lista monumentelor istorice din județul Iași ca monumente de interes local. Două dintre ele sunt situri arheologice: movilele din Halstattul târziu pe culmea dealului de la nord-nord-vest de biserica din Movileni; și situl de „la Grădină”, aflat pe un grind de la 500 m est de satul Larga-Jijia, sit ce cuprinde urme de așezări din neoliticul târziu (cultura ceramicii liniare), eneolitic (cultura precucuteni, faza II) și perioada Halstatt. Un al treile obiectiv este clasificat ca monument de arhitectură — biserica de lemn „Sfântul Nicolae” (1861) din satul Larga-Jijia.